# Iva Visković Križan
Iva Visković Križan (Makarska, 6. ožujka 1984.) je hrvatska kazališna, televizijska i filmska glumica.

## Uloge

### Televizijske uloge
- "Bumerang" kao Izabela (2005.)
- "Ljubav u zaleđu" kao Nina Radić (2005. – 2006.)
- "M(j)ešoviti brak" kao Ivona (2006.)
- "Zvijezde pjevaju" kao Iva Visković (2007.)
- "Dobre namjere" kao studentica #2 (2008.)
- "Stipe u gostima" kao manekenka Mirela Požgaj (2009.)
- "Provodi i sprovodi" kao snobuša (2011.)
- "Dnevnik velikog Perice" kao voditeljica Zagrebačkog festivala (2021.)
- "Područje bez signala" kao Mirna (2021.)

### FIlmske uloge
- "Spoj" (2008.)
- "Gdje pingvini lete" kao Klara (2008.)
- "Prljavi mali mjehurići" kao supruga/ljubavnica (2009.)
- "Trajna posudba" kao glumica (2010.)
- "Svinjari" kao novinarka (2015.)
- "Zbog tebe" kao Senka (2016.)[1]
- "Priče iz bijele sobe" kao Irena (2016.)
- "Baby blues" kao Marina (2019.)
- "Susjede bubice" kao Anđela (2023.)
- "Sedmo nebo" kao direktorova supruga (2023.)

### Sinkronizacija
- "Slobodni duh Spirit: Škola jahanja" kao Pru Granger (2020.)
- "Najgora vještica" kao Enid Nightshade (S1-2), Esmeralda Hallow, Drusilla Paddock, Dimity Drill (S1-2), Narcissa Nightshade (S1), mlada Ada i Agatha Cackle, Clarice Twigg (S2) i Oliver Hellibore (2020.-2021.)
- "Divlji Spirit" kao Pru Granger (2021.)

### Kazališne uloge
- 2003. Galt MacDermot/Gerome Ragni: Kosa, redatelj: Vlado Štefančić, Kazalište Komedija, Zagreb
- 2005. Georg Büchner: Dantonova smrt, redatelj: Oliver Frljić, Teatar &TD/ADU, Zagreb
- 2007. Marin Držić / Joško Juvančić: Dum Marinu u pohode, redatelj: Joško Juvančić, Dubrovačke ljetne igre/ADU
- 2007. Bertolt Brecht: Pir malograđana, redatelj: Paolo Magelli, Scena Gorica, Velika Gorica
- 2008. Artur Grabowski: Vrline zapadne civilizacije, redatelj: Damir Munitić, ADU i GK Sisak
- 2008. H.Ch. Andersen: Postojani kositreni vojnik, redatelj: Robert Waltl, Scena Gorica, Velika Gorica
- 2008. Alan Ayckbourn: Normanovska osvajanja, redatelj: Franka Perković, Ludens Teatar, Koprivnica
- 2009. Petr Zelenka: Slučajevi običnog ludila, redatelj: Dora Ruždjak Podolski, GDK Gavella
- 2009. Silvija Šesto Stipaničić: Vanda, redatelj: Snježana Banović, Mala scena, Zagreb
- 2009. John Osborne: Osvrni se gnjevno, redatelj: Paolo Magelli, Scena Gorica, Velika Gorica
- 2009. Rajko Dujmić/Željka Ogresta: Za dobra stara vremena, redatelj: Mario Kovač
- 2010. Ivan Vidić: Dolina ruža, redatelj: Krešimir Dolenčić, GDK Gavella
- 2011. Ivan Goran Vitez: Mjehur od sapunice, redatelj: Ivan Goran Vitez, Histrioni
- 2011. Milan Kundera/Vedrana Klepica: Radio Kundera, redatelj: Helena Petković, Teatar &TD
- 2011. Oliver Frljić: Mrzim istinu!, redatelj: Oliver Frljić, Teatar &TD
- 2012. Zinka Kiseljak: Siromah i vrag, redatelj: Saša Broz, Žar Ptica
- 2012. Borivoj Radaković: Grupa, redatelj: Mario Kovač, kazalište Knap
- 2019. Ana Maras Harmander: Brodolomke, redatelj: Krešimir Dolenčić, kazalište Moruzgva/Ludens teatar[2]
- 2017. Kristna Kegljen, Ivan Penović, Ivana Vuković: Točno u podne, redatelj: Vedran Hleb, Produkcija KUFER u suradnji sa Studentskim centrom Sveučilišta u Zagrebu-Kultura promjene-Teatar&TD
- 2018. Veseljko Barešić: Alphonstine, redatelj: Veseljko Barešić, Kazalište Komedija
- 2020. Nikolina Rafaj, autorski koncept: Memorija (svijeta) je puna, dramaturginja: Nina Bajsić, koprodukcija kazališna družina KUFER i KunstTeatar
- 2022. Filip Šovagović: Žena popularnog pokojnika, redatelj Filip Šovagović, Teatar&td

## Nagrade
- NHG 2011/12 za najbolju žensku ulogu u predstavi za djecu, Justa, Zinka Kiseljak: Siromah i vrag, redateljica : Saša Broz, Kazalište Žar ptica
- Nagrada Zlatni smijeh na 37. Danima satire " Fadil Hadžić" za ulogu pjevačice Maje u Grupi Borivoja Radakovića, redatelj: Mario Kovač, kazalište Knap

## Vanjske poveznice
- Iva Visković u internetskoj bazi filmova IMDb-u (engl.)